# 布蘭登·喬伊斯
布蘭登·喬伊斯（英語：Brendan Joyce，1960年5月1日—），澳大利亞籃球教練。

## 球員生涯
喬伊斯出生於澳大利亞墨爾本，擅長澳式足球，曾獲得北墨爾本袋鼠邀約，但喬伊斯選擇以控球后卫身分闖蕩國家籃球聯賽，1988年曾抱走助攻王頭銜，球員生涯13年總計出賽289場比賽。

## 教練生涯
喬伊斯曾任澳洲男籃助教以及澳洲女籃教頭，而在國家籃球聯賽賽場總計執教400多場。
2021年8月7日，T1聯盟高雄海神宣佈由喬伊斯擔任總教練。
2022年6月24日，喬伊斯以23勝7敗執教戰績獲選T1聯盟年度最佳教練。7月19日，高雄全家海神宣布喬伊斯續掌兵符。
2024年5月23日，高雄全家海神宣佈總教練喬伊斯離隊。

## 執教戰績
T1聯盟
| 年度           | 球隊         | 例行賽 | 例行賽 | 例行賽 | 例行賽 | 季後賽                      |
| 年度           | 球隊         | 出賽   | 勝場   | 敗場   | 勝率   | 季後賽                      |
| -------------- | ------------ | ------ | ------ | ------ | ------ | --------------------------- |
| 2021年－2022年 | 高雄全家海神 | 30     | 23     | 7      | .767   | 總冠軍賽3：0 勝台中葳格太陽 |
| 2022年－2023年 | 高雄全家海神 | 30     | 16     | 14     | .533   | 四強賽2：3敗臺南台鋼獵鷹    |
| 2023年－2024年 | 高雄全家海神 | 28     | 15     | 13     | .536   | 四強賽0：3敗台啤永豐雲豹    |
| 總計           | 總計         | 88     | 54     | 34     | .614   |                             |

## 外部連結
- 官方网站
- 布蘭登·喬伊斯的Instagram帳戶